# Ioxos
Ioxos (en grec antic Ίωξος) va ser, segons la mitologia grega, un net de Teseu i fill de Melanip i de Perigune, la filla del bandit Sinis.
Els descendents de Ioxos tenien una devoció especial cap als espàrrecs, que consideraven una planta sagrada, ja que havien salvat la vida de Perigune, la seva avantpassada. En altres temps, Perigune, en el moment que Teseu matava Sinis es va amagar entre una plantació d'espàrrecs (altres diuen que eren unes mates d'herba forrera, o d'api bord), i els va prometre que si l'amagaven bé, mai no els faria cap mal.